# Dobyvatelé ledových moří
Dobyvatelé ledových moří (1957, Покорители студеных морей) je dobrodružný historický román pro mládež, který napsal ruský sovětský spisovatel Konstantin Sergejevič Badigin.

## Obsah románu
Román, odehrávající se na sklonku středověku, začíná ve Velkém Novgorodu. Město se díky své výhodné poloze stává středem zájmu hanzy, spolku německých obchodních měst. Němci si v Novgorodu budují svou pobočku (dvůr sv. Petra) a zabraňují volnému průjezdu ruských lodí. K tomu se přidá nedostatek potravin, zaviněný povodní a špatnou úrodou. Začne hlad, lidé jedí koně, psy a dokonce i krysy. S hladem přicházejí i nemoci, které se rychle šíří městem. Nakonec dojde ke vzpouře, kterou vyvolá zpráva o přepadení kupců, nastrojeném Němci.
Na sněmu lidu vystoupí vážený dědičný kupec a mořeplavec Trufan Fjodorovič Amosov a vzbouřencům slíbí, že pro Novgorod opatří potraviny v Dánsku. Jeho záměrem je přivézt na námořních lodích z Dánska obilí. Nejprve je však nutno podstoupit svízelnou cestu po řekách severskými lesy k Ledovému moři.
Román líčí nesčetné svízele Amosovy výpravy, kterou kromě něho tvoří ještě tři další novgorodští kupci. Cestovatelé jsou přepadeni oddílem Švédů, musejí přemoci lesní požár, nástrahy mořských živlů a různé nepřátelské léčky hanzy. Doručí dánskému králi poselství, podepsané samotným novgorodským vladykou, ve kterém navrhují dánskému králi obchodovat přímo s Novgorodem a pominout hanzu a prosí o pomoc. Nakonec se Amosov se svými druhy vrátí šťastně domů a přiveze do města obilí a zásoby potravin.

## Česká vydání
- Dobyvatelé ledových moří, SNDK, Praha 1962, přeložil Adolf Felix, znovu 1968 a znovu Albatros, Praha 1988.